# 다카라즈카 가극단 25기생
다카라즈카 가극단 25기생은 1935년에 다카라즈카 가극단에 입단하여, 1936년에 초무대를 밟은 104명을 가리킨다. 초무대 공연 연목은 유키구미 공연 「라 로망스」, 츠키구미 공연 「곤돌리아」, 호시구미 공연 「바비의 결혼」 중 하나이다. 당시에는 다카라즈카 소녀 가극단이었다.

## 개요
이 기수에는 전 츠키구미 조장 오키 유키코, 배우 아사쿠모 테루요, 아즈마야 스즈코, 코치 우라라, 히다카 스미코, 요로즈요 미네코, 미야가와 치스즈, 가수 후카미도리 나츠코 등이 입단하였다.
코치 우라라, 후카미도리 나츠코의 초무대 연목은 「바비의 결혼」으로, 히로노 미도리, 와카시오 미츠루의 초무대 연목은 「라 로망스」이다.

## 일람
입단 당시 성적순으로 정리되어있다.
| 예명              | 생일      | 출신지                       | 출신 학교                          | 예명의 유래                                                                                   | 애칭                     | 역할 | 퇴단년도 | 비고 |
| ----------------- | --------- | ---------------------------- | ---------------------------------- | --------------------------------------------------------------------------------------------- | ------------------------ | ---- | -------- | --- |
| 空小鳥            | 8월 22일  | 오사카부                     |                                    |                                                                                               | 세키짱, 오히라           | 여역 | 1945년   | 언니 하나노이 치구사 (22)                                                                                                   |
| 소라 코토리       | 8월 22일  | 오사카부                     |                                    |                                                                                               | 세키짱, 오히라           | 여역 | 1945년   | 언니 하나노이 치구사 (22)                                                                                                   |
| 青井このみ        | 3월 17일  | 시즈오카현 시즈오카시        | 세이카고등여학교                   |                                                                                               | 아이코                   | 여역 | 1946년   | |
| 아오이 코노미     | 3월 17일  | 시즈오카현 시즈오카시        | 세이카고등여학교                   |                                                                                               | 아이코                   | 여역 | 1946년   | |
| 光春子            | 1월 25일  | 오사카부 오사카시            |                                    |                                                                                               |                          |      | 1940년   | |
| 히카리 하루코     | 1월 25일  | 오사카부 오사카시            |                                    |                                                                                               |                          |      | 1940년   | |
| 朝雲照代          | 10월 6일  | 카나가와현 요코하마시        |                                    |                                                                                               | 아이코                   | 여역 | 1940년   | |
| 아사쿠모 테루요   | 10월 6일  | 카나가와현 요코하마시        |                                    |                                                                                               | 아이코                   | 여역 | 1940년   | |
| 美原玲子          | 4월 1일   | 오사카부 오사카시            |                                    |                                                                                               |                          |      | 1948년   | 미하라 레이코 (美原レイ子)로 개명                                                                                           |
| 미하라 레이코     | 4월 1일   | 오사카부 오사카시            |                                    |                                                                                               |                          |      | 1948년   | 미하라 레이코 (美原レイ子)로 개명                                                                                           |
| 山田神路          | 12월 21일 | 미에현 이세시                |                                    |                                                                                               |                          |      | 1940년   | 니시오 시키코 (西尾四季子)로 개명                                                                                           |
| 야마다 카미지     | 12월 21일 | 미에현 이세시                |                                    |                                                                                               |                          |      | 1940년   | 니시오 시키코 (西尾四季子)로 개명                                                                                           |
| 野分若菜          | 6월 14일  | 오사카부                     |                                    |                                                                                               |                          |      | 1943년   | |
| 노와 와카나       | 6월 14일  | 오사카부                     |                                    |                                                                                               |                          |      | 1943년   | |
| 竹垣小菊          | 4월 28일  | 오사카부 오사카시            |                                    |                                                                                               |                          |      | 1940년   | |
| 타케가키 코기쿠   | 4월 28일  | 오사카부 오사카시            |                                    |                                                                                               |                          |      | 1940년   | |
| 東屋鈴子          | 2월 14일  | 도쿄도                       | 도쿄시후시미진조소학교             |                                                                                               | 톤짱                     |      | 1946년   | 배우 아즈마야 톤코 |
| 아즈마야 스즈코   | 2월 14일  | 도쿄도                       | 도쿄시후시미진조소학교             |                                                                                               | 톤짱                     |      | 1946년   | 배우 아즈마야 톤코 |
| 眞澄鏡子          | 5월 16일  | 쿠마모토현 쿠마모토시        |                                    |                                                                                               |                          |      | 1942년   | |
| 마스미 쿄코       | 5월 16일  | 쿠마모토현 쿠마모토시        |                                    |                                                                                               |                          |      | 1942년   | |
| 奈和八千代        | 7월 25일  | 효고현 고베시                |                                    |                                                                                               |                          |      | 1945년   | |
| 나와 야치요       | 7월 25일  | 효고현 고베시                |                                    |                                                                                               |                          |      | 1945년   | |
| 山鳩くるみ        | 1월 8일   | 도쿄도 미나토구              | 일본여자상업학교                   | 다카라즈카음악학교에서 지어줌                                                                 | 베비, 코바짱             |      | 1941년   | 남편 미즈시마 미치타로 딸 배우 코바야시 유키코 다카라즈카극장 지하「タカラジェンヌ」 경영                                   |
| 야마바토 쿠루미   | 1월 8일   | 도쿄도 미나토구              | 일본여자상업학교                   | 다카라즈카음악학교에서 지어줌                                                                 | 베비, 코바짱             |      | 1941년   | 남편 미즈시마 미치타로 딸 배우 코바야시 유키코 다카라즈카극장 지하「タカラジェンヌ」 경영                                   |
| 青柳真弓          |           | 오사카부 오사카시 요도가와구 |                                    |                                                                                               |                          |      | 1939년   | |
| 아오야기 마유미   |           | 오사카부 오사카시 요도가와구 |                                    |                                                                                               |                          |      | 1939년   | |
| 翼豊              | 2월 17일  | 도쿄도 메구로구              |                                    | 다카라즈카음악학교에서 지어줌                                                                 | 하코                     |      | 1940년   | 츠바사 유타카 (翼ゆたか)로 개명                                                                                             |
| 츠바사 유타카     | 2월 17일  | 도쿄도 메구로구              |                                    | 다카라즈카음악학교에서 지어줌                                                                 | 하코                     |      | 1940년   | 츠바사 유타카 (翼ゆたか)로 개명                                                                                             |
| 村雨立子          | 7월 22일  | 오사카부 오사카시            |                                    |                                                                                               |                          |      | 1940년   | |
| 무라사메 타츠코   | 7월 22일  | 오사카부 오사카시            |                                    |                                                                                               |                          |      | 1940년   | |
| 谷間小百合        | 1월 1일   | 히로시마현 히로시마시        | 히로시마카이코샤부속사이비국민학교 |                                                                                               |                          |      | 1941년   | 배우 |
| 타니마 사유리     | 1월 1일   | 히로시마현 히로시마시        | 히로시마카이코샤부속사이비국민학교 |                                                                                               |                          |      | 1941년   | 배우 |
| 東風うらゝ        | 11월 26일 | 이와테현 모리오카시          | 쿠마가야진조고등소학교             |                                                                                               | 베코짱, 유키짱           | 남역 | 1940년   | 배우 미야기 치카코 |
| 코치 우라라       | 11월 26일 | 이와테현 모리오카시          | 쿠마가야진조고등소학교             |                                                                                               | 베코짱, 유키짱           | 남역 | 1940년   | 배우 미야기 치카코 |
| 渚真帆            | 9월 14일  | 도쿄도                       |                                    |                                                                                               |                          |      | 1946년   | 동생 하나가사 카호리 (28)                                                                                                   |
| 나기사 마호       | 9월 14일  | 도쿄도                       |                                    |                                                                                               |                          |      | 1946년   | 동생 하나가사 카호리 (28)                                                                                                   |
| 高塚るり子        | 1월 4일   | 히로시마현 쿠레시            |                                    |                                                                                               |                          |      | 1937년   | |
| 타카즈카 루리코   | 1월 4일   | 히로시마현 쿠레시            |                                    |                                                                                               |                          |      | 1937년   | |
| 月待潮            | 6월 16일  |                              |                                    |                                                                                               |                          |      | 1938년   | |
| 츠키마치 우시오   | 6월 16일  |                              |                                    |                                                                                               |                          |      | 1938년   | |
| 神歌美鈴          | 8월 24일  | 교토부 교토시                |                                    | 시키산반에서 신가와 3번포를 나타내는 미령에서 따와 아버지가 명명                              | 나치상                   | 둘다 | 1951년   | 아빠 교겐사 일본화가 야마구치 료슈                                                                                          |
| 카미우타 미스즈   | 8월 24일  | 교토부 교토시                |                                    | 시키산반에서 신가와 3번포를 나타내는 미령에서 따와 아버지가 명명                              | 나치상                   | 둘다 | 1951년   | 아빠 교겐사 일본화가 야마구치 료슈                                                                                          |
| 明石千浪          | 12월 13일 | 교토부 교토시                |                                    |                                                                                               |                          |      | 1940년   | 아카시 치나미 (明石千波)로 개명                                                                                             |
| 아카시 치나미     | 12월 13일 | 교토부 교토시                |                                    |                                                                                               |                          |      | 1940년   | 아카시 치나미 (明石千波)로 개명                                                                                             |
| 芦川千津子        | 7월 4일   | 히로시마현 후쿠야마시        | 후쿠야마시립미나미진조고등소학교   |                                                                                               | 누쿠짱                   |      | 1941년   | |
| 아시카와 치즈코   | 7월 4일   | 히로시마현 후쿠야마시        | 후쿠야마시립미나미진조고등소학교   |                                                                                               | 누쿠짱                   |      | 1941년   | |
| 静久子            | 8월 22일  | 나라현                       |                                    |                                                                                               |                          |      | 1940년   | |
| 시즈 히사코       | 8월 22일  | 나라현                       |                                    |                                                                                               |                          |      | 1940년   | |
| 御門公子          | 7월 18일  | 도쿄도 미나토구              |                                    |                                                                                               |                          |      | 1943년   | 미나토 키미코 (港公子)로 개명                                                                                               |
| 미카도 키미코     | 7월 18일  | 도쿄도 미나토구              |                                    |                                                                                               |                          |      | 1943년   | 미나토 키미코 (港公子)로 개명                                                                                               |
| 泉夢子            | 1월 23일  | 도쿄도                       |                                    |                                                                                               |                          |      | 1940년   | |
| 이즈미 유메코     | 1월 23일  | 도쿄도                       |                                    |                                                                                               |                          |      | 1940년   | |
| 波川銀子          | 1월 22일  | 오사카부 오사카시            |                                    |                                                                                               |                          |      | 1940년   | |
| 나미카와 긴코     | 1월 22일  | 오사카부 오사카시            |                                    |                                                                                               |                          |      | 1940년   | |
| 宮川千鈴          | 4월 26일  | 효고현 고베시                | 나라여자고등사범학교부속고등여학교 |                                                                                               |                          |      | 1942년   | 미야가와 이스즈 (宮川五十鈴)로 개명 배우 미야가와 레이코                                                                    |
| 미야가와 치스즈   | 4월 26일  | 효고현 고베시                | 나라여자고등사범학교부속고등여학교 |                                                                                               |                          |      | 1942년   | 미야가와 이스즈 (宮川五十鈴)로 개명 배우 미야가와 레이코                                                                    |
| 友松美和子        | 1월 27일  | 오사카부 오사카시            | 다카라즈카진죠고등소학교           | 다카라즈카음악학교에서 지어줌                                                                 | 삿짱                     |      | 1943년   | |
| 토모마츠 미와코   | 1월 27일  | 오사카부 오사카시            | 다카라즈카진죠고등소학교           | 다카라즈카음악학교에서 지어줌                                                                 | 삿짱                     |      | 1943년   | |
| 飛鳥華子          | 8월 21일  | 효고현 고베시                |                                    | 아버지가 명명                                                                                 |                          |      | 1940년   | |
| 아스카 하나코     | 8월 21일  | 효고현 고베시                |                                    | 아버지가 명명                                                                                 |                          |      | 1940년   | |
| 美禰彰子          | 6월 25일  | 효고현 고베시                |                                    |                                                                                               | 아야짱                   |      | 1940년   | |
| 미네 아키코       | 6월 25일  | 효고현 고베시                |                                    |                                                                                               | 아야짱                   |      | 1940년   | |
| 笠縫しま子        | 1월 1일   | 도쿄도                       |                                    |                                                                                               |                          |      | 1941년   | |
| 카사누이 이마코   | 1월 1일   | 도쿄도                       |                                    |                                                                                               |                          |      | 1941년   | |
| 鈴鹿ゆめじ        | 2월 11일  | 오사카부 오사카시            |                                    |                                                                                               |                          | 남역 | 1941년   | |
| 스즈카 유메지     | 2월 11일  | 오사카부 오사카시            |                                    |                                                                                               |                          | 남역 | 1941년   | |
| 高柳まき子        | 1월 27일  | 효고현 고베시                |                                    |                                                                                               |                          |      | 1938년   | |
| 타카야나기 마키코 | 1월 27일  | 효고현 고베시                |                                    |                                                                                               |                          |      | 1938년   | |
| 梅若幸代          | 1월 17일  | 오사카부 오사카시            |                                    |                                                                                               |                          |      | 1940년   | |
| 우메와카 사치요   | 1월 17일  | 오사카부 오사카시            |                                    |                                                                                               |                          |      | 1940년   | |
| 八雲たつ子        | 1월 29일  | 효고현 고베시                |                                    |                                                                                               |                          |      | 1941년   | |
| 야쿠모 타츠코     | 1월 29일  | 효고현 고베시                |                                    |                                                                                               |                          |      | 1941년   | |
| 沖ゆき子          | 10월 10일 | 도쿄도                       | 나카무라고등여학교                 |                                                                                               | 옷쨩, 쵼로               | 남역 | 1981년   | 서예가 |
| 오키 유키코       | 10월 10일 | 도쿄도                       | 나카무라고등여학교                 |                                                                                               | 옷쨩, 쵼로               | 남역 | 1981년   | 서예가 |
| 緑牧葉            | 10월 26일 | 교토부 교토시                |                                    |                                                                                               |                          |      | 1938년   | |
| 미도리 마키바     | 10월 26일 | 교토부 교토시                |                                    |                                                                                               |                          |      | 1938년   | |
| 磯野そよ子        | 6월 23일  | 도쿄도                       |                                    |                                                                                               |                          |      | 1944년   | 쿠와 유미코 (桑ゆみ子)로 개명                                                                                               |
| 이소노 소요코     | 6월 23일  | 도쿄도                       |                                    |                                                                                               |                          |      | 1944년   | 쿠와 유미코 (桑ゆみ子)로 개명                                                                                               |
| 出雲国子          | 1월 12일  | 효고현 고베시 스마구         |                                    |                                                                                               | 이마짱                   | 남역 | 1949년   | |
| 이즈모 쿠니코     | 1월 12일  | 효고현 고베시 스마구         |                                    |                                                                                               | 이마짱                   | 남역 | 1949년   | |
| 姫宮紅子          | 8월 1일   | 오사카부 오사카시            |                                    |                                                                                               |                          |      | 1938년   | |
| 히메미야 베니코   | 8월 1일   | 오사카부 오사카시            |                                    |                                                                                               |                          |      | 1938년   | |
| 若草美知子        | 10월 16일 | 효고현 고베시                |                                    |                                                                                               |                          |      | 1940년   | 와카쿠사 미치코 (若草美智子)로 개명                                                                                         |
| 와카쿠사 미치코   | 10월 16일 | 효고현 고베시                |                                    |                                                                                               |                          |      | 1940년   | 와카쿠사 미치코 (若草美智子)로 개명                                                                                         |
| 山上晴江          | 9월 7일   | 카나가와현 오다와라시        |                                    |                                                                                               |                          |      | 1945년   | |
| 야마노에 하루에   | 9월 7일   | 카나가와현 오다와라시        |                                    |                                                                                               |                          |      | 1945년   | |
| 琴浦糸子          | 8월 19일  | 후쿠오카현 키타큐슈시        |                                    |                                                                                               |                          |      | 1940년   | 오오에 이쿠노 (大江生野)로 개명                                                                                             |
| 코토우라 이토코   | 8월 19일  | 후쿠오카현 키타큐슈시        |                                    |                                                                                               |                          |      | 1940년   | 오오에 이쿠노 (大江生野)로 개명                                                                                             |
| 越路葉子          | 5월 12일  | 후쿠이현 후쿠이시            |                                    |                                                                                               |                          |      | 1940년   | |
| 코시지 요코       | 5월 12일  | 후쿠이현 후쿠이시            |                                    |                                                                                               |                          |      | 1940년   | |
| 日高澄子          | 3월 5일   | 교토부 교토시                | 우에야나기진조소학교               |                                                                                               |                          | 여역 | 1946년   | 배우 |
| 히다카 스미코     | 3월 5일   | 교토부 교토시                | 우에야나기진조소학교               |                                                                                               |                          | 여역 | 1946년   | 배우 |
| 大和錦            | 3월 4일   | 홋카이도 하코다테시          |                                    | 다카라즈카음악학교에서 지어줌                                                                 | 니시키짱, 스-짱          |      | 1940년   | 아이노 유카리 (藍野ゆかり)로 개명 조카 사요 후쿠코 (11) 조카 쿠모이 치구사 (24)                                             |
| 야마토 니시키     | 3월 4일   | 홋카이도 하코다테시          |                                    | 다카라즈카음악학교에서 지어줌                                                                 | 니시키짱, 스-짱          |      | 1940년   | 아이노 유카리 (藍野ゆかり)로 개명 조카 사요 후쿠코 (11) 조카 쿠모이 치구사 (24)                                             |
| 篠原敦子          | 2월 6일   | 오사카부 오사카시            |                                    |                                                                                               |                          |      | 1939년   | |
| 시노하라 아츠코   | 2월 6일   | 오사카부 오사카시            |                                    |                                                                                               |                          |      | 1939년   | |
| 萬代峯子          | 6월 28일  | 후쿠오카현                   | 후쿠오카고등여학교                 | 아버지가 명명                                                                                 | 이시카와상, 반다이상     | 여역 | 1941년   | |
| 요로즈요 미네코   | 6월 28일  | 후쿠오카현                   | 후쿠오카고등여학교                 | 아버지가 명명                                                                                 | 이시카와상, 반다이상     | 여역 | 1941년   | |
| 青鳥みちる        | 2월 21일  | 야마구치현 시모노세키시      | 이쿠노고등여학교                   | 부모님이 명명                                                                                 |                          |      | 1940년   | |
| 아오토리 미치루   | 2월 21일  | 야마구치현 시모노세키시      | 이쿠노고등여학교                   | 부모님이 명명                                                                                 |                          |      | 1940년   | |
| 霧島輝子          | 1월 26일  | 카고시마현 카고시마시        |                                    |                                                                                               |                          |      | 1941년   | |
| 키리시마 테루코   | 1월 26일  | 카고시마현 카고시마시        |                                    |                                                                                               |                          |      | 1941년   | |
| 鵲渡              | 9월 21일  | 아이치현                     |                                    | 백인일수                                                                                      | 토미짱                   | 여역 | 1965년   | 카사사기 와타루 (鵲わたる)로 개명                                                                                           |
| 카사사기 와타루   | 9월 21일  | 아이치현                     |                                    | 백인일수                                                                                      | 토미짱                   | 여역 | 1965년   | 카사사기 와타루 (鵲わたる)로 개명                                                                                           |
| 大伴千春          | 5월 26일  | 나가노현                     | 바이카고등여학교                   | 앞으로 제대로 예술을 익히고 뻗어나가도록, 대해의 조수에 의지하도록이라는 뜻으로 아버지가 명명 | 치세짱, 미사와           | 남역 | 1944년   | 클럽 오-토모 경영 |
| 오오토모 치하루   | 5월 26일  | 나가노현                     | 바이카고등여학교                   | 앞으로 제대로 예술을 익히고 뻗어나가도록, 대해의 조수에 의지하도록이라는 뜻으로 아버지가 명명 | 치세짱, 미사와           | 남역 | 1944년   | 클럽 오-토모 경영 |
| 穂草むすぶ        | 3월 7일   | 효고현                       |                                    |                                                                                               | 타케코, 타케시짱         | 여역 | 1940년   | |
| 호구사 무스부     | 3월 7일   | 효고현                       |                                    |                                                                                               | 타케코, 타케시짱         | 여역 | 1940년   | |
| 水町鮎子          |           |                              |                                    |                                                                                               | 오후미상                 |      | 1941년   | |
| 미즈마치 아유코   |           |                              |                                    |                                                                                               | 오후미상                 |      | 1941년   | |
| 深緑夏子          | 9월 24일  | 대한민국 경성                | 츠시마고등여학교                   | 아버지가 명명                                                                                 | 타-코, 타마코            | 여역 | 1955년   | 후카미도리 나츠요 (深緑夏代)로 개명. 동생 치아키 미츠루 (32) 샹송가수 다카라즈카 가극단 샹송 강사 (1966년 4월 - 1977년 3월) |
| 후카미도리 나츠코 | 9월 24일  | 대한민국 경성                | 츠시마고등여학교                   | 아버지가 명명                                                                                 | 타-코, 타마코            | 여역 | 1955년   | 후카미도리 나츠요 (深緑夏代)로 개명. 동생 치아키 미츠루 (32) 샹송가수 다카라즈카 가극단 샹송 강사 (1966년 4월 - 1977년 3월) |
| 帆影美里          | 9월 21일  | 아이치현 나고야시            |                                    |                                                                                               | 노부짱, 노무짱           | 남역 | 1945년   | |
| 호카게 미사토     | 9월 21일  | 아이치현 나고야시            |                                    |                                                                                               | 노부짱, 노무짱           | 남역 | 1945년   | |
| 浅香あきを        | 2월 25일  | 도쿄도                       |                                    |                                                                                               |                          |      | 1938년   | |
| 아사카 아키오     | 2월 25일  | 도쿄도                       |                                    |                                                                                               |                          |      | 1938년   | |
| 水清和子          |           | 도쿄도                       |                                    |                                                                                               | 오치에                   |      | 1940년   | |
| 미즈키요 카즈코   |           | 도쿄도                       |                                    |                                                                                               | 오치에                   |      | 1940년   | |
| 天野廣子          | 3월 25일  | 도쿄도                       | 우에노고등여학교                   |                                                                                               | 시게짱                   | 남역 | 1945년   | |
| 아마노 히로코     | 3월 25일  | 도쿄도                       | 우에노고등여학교                   |                                                                                               | 시게짱                   | 남역 | 1945년   | |
| 雛菊咲子          |           |                              |                                    |                                                                                               |                          |      | 1943년   | |
| 히나기쿠 사키코   |           |                              |                                    |                                                                                               |                          |      | 1943년   | |
| 芦間小舟          | 4월 14일  | 오사카부 오사카시            |                                    |                                                                                               |                          |      | 1939년   | |
| 아시마 코부네     | 4월 14일  | 오사카부 오사카시            |                                    |                                                                                               |                          |      | 1939년   | |
| 呉竹なほみ        | 8월 27일  | 도쿄도                       | 가마쿠라고등여학교                 | 친부가 명명                                                                                   |                          | 남역 | 1939년   | |
| 쿠레타케 나오미   | 8월 27일  | 도쿄도                       | 가마쿠라고등여학교                 | 친부가 명명                                                                                   |                          | 남역 | 1939년   | |
| 月臣詩子          |           |                              |                                    |                                                                                               |                          |      | 1938년   | |
| 츠키오미 우타코   |           |                              |                                    |                                                                                               |                          |      | 1938년   | |
| 笹村千賀子        | 3월 9일   | 도쿄도                       |                                    |                                                                                               |                          |      | 1939년   | |
| 사사무라 치카코   | 3월 9일   | 도쿄도                       |                                    |                                                                                               |                          |      | 1939년   | |
| 千蔭春海          | 11월 8일  | 교토부 교토시                |                                    |                                                                                               |                          |      | 1940년   | |
| 치카게 하루미     | 11월 8일  | 교토부 교토시                |                                    |                                                                                               |                          |      | 1940년   | |
| 野路美千代        | 1월 1일   | 고치현                       |                                    |                                                                                               |                          | 여역 | 1941년   | |
| 노지 미치요       | 1월 1일   | 고치현                       |                                    |                                                                                               |                          | 여역 | 1941년   | |
| 鈴之也千菊        | 2월 12일  | 나라현 나라시                |                                    |                                                                                               |                          |      | 1945년   | |
| 스즈노야 치기쿠   | 2월 12일  | 나라현 나라시                |                                    |                                                                                               |                          |      | 1945년   | |
| 星影美砂子        | 11월 20일 | 히로시마현 후쿠야마시        | 히로시마현립후쿠야마고등여학교     |                                                                                               | 스미짱, 스미타상, 야스짱 | 여역 | 1942년   | |
| 호시카게 미사코   | 11월 20일 | 히로시마현 후쿠야마시        | 히로시마현립후쿠야마고등여학교     |                                                                                               | 스미짱, 스미타상, 야스짱 | 여역 | 1942년   | |
| 扇寿々子          | 9월 9일   | 도쿄도                       |                                    |                                                                                               |                          |      | 1938년   | |
| 오우기 스즈코     | 9월 9일   | 도쿄도                       |                                    |                                                                                               |                          |      | 1938년   | |
| 久木珠子          | 1월 18일  | 효고현 고베시                |                                    |                                                                                               |                          | 남역 | 1945년   | |
| 히사기 타마코     | 1월 18일  | 효고현 고베시                |                                    |                                                                                               |                          | 남역 | 1945년   | |
| 花笠藤子          | 1월 3일   | 시즈오카현                   |                                    |                                                                                               |                          |      | 1939년   | |
| 하나가사 후지코   | 1월 3일   | 시즈오카현                   |                                    |                                                                                               |                          |      | 1939년   | |
| 相生松子          | 3월 8일   | 카나가와현 요코하마시        |                                    |                                                                                               |                          |      | 1938년   | 딸 야마토 유카 (50) |
| 아이오이 마츠코   | 3월 8일   | 카나가와현 요코하마시        |                                    |                                                                                               |                          |      | 1938년   | 딸 야마토 유카 (50) |
| 高松栄            | 4월 1일   | 카나가와현                   |                                    |                                                                                               |                          |      | 1938년   | |
| 타카마츠 사카에   | 4월 1일   | 카나가와현                   |                                    |                                                                                               |                          |      | 1938년   | |
| 東條一子          | 5월 5일   | 효고현                       |                                    |                                                                                               |                          |      | 1940년   | |
| 토죠 카즈코       | 5월 5일   | 효고현                       |                                    |                                                                                               |                          |      | 1940년   | |
| 七重やゑ          | 6월 25일  | 후쿠오카현                   | 후쿠오카고등여학교                 | 다카라즈카음악학교에서 지어줌                                                                 | 미쿠모짱                 |      | 1942년   | 나나에 야에 (七重八重)로 개명                                                                                               |
| 나나에 야에       | 6월 25일  | 후쿠오카현                   | 후쿠오카고등여학교                 | 다카라즈카음악학교에서 지어줌                                                                 | 미쿠모짱                 |      | 1942년   | 나나에 야에 (七重八重)로 개명                                                                                               |
| 白樺町子          |           |                              |                                    |                                                                                               |                          |      | 1938년   | |
| 시라카바 마치코   |           |                              |                                    |                                                                                               |                          |      | 1938년   | |
| 玉野ひかり        | 1월 25일  | 도쿄도                       | 도쿄야마와키고등여학교             | 금강석                                                                                        | 야마짱                   |      | 1965년   | 타마노 히카리 (玉野ひか留)로 개명                                                                                           |
| 타마노 히카리     | 1월 25일  | 도쿄도                       | 도쿄야마와키고등여학교             | 금강석                                                                                        | 야마짱                   |      | 1965년   | 타마노 히카리 (玉野ひか留)로 개명                                                                                           |
| 大宮輝子          | 1월 12일  | 도쿄도 토시마구              | 슈쿠토쿠고등여학교                 |                                                                                               | 코노베                   |      | 1945년   | 오오미 테루코 (大美輝子)로 개명. 배우 오우미 테루코                                                                         |
| 오오미야 테루코   | 1월 12일  | 도쿄도 토시마구              | 슈쿠토쿠고등여학교                 |                                                                                               | 코노베                   |      | 1945년   | 오오미 테루코 (大美輝子)로 개명. 배우 오우미 테루코                                                                         |
| 小雪京子          | 1월 10일  | 도쿄도                       | 토요고등여학교                     |                                                                                               | 챠코짱                   | 여역 | 1945년   | |
| 코유키 쿄코       | 1월 10일  | 도쿄도                       | 토요고등여학교                     |                                                                                               | 챠코짱                   | 여역 | 1945년   | |
| 笹船陽子          | 1월 13일  | 오사카부                     | 킨란카이고등여학교                 | 아버지가 명명                                                                                 | 마-짱                    | 여역 | 1942년   | 언니 야치구사 츠유코 (23) 동생 히자쿠라 요코 (30)                                                                           |
| 사사부네 요코     | 1월 13일  | 오사카부                     | 킨란카이고등여학교                 | 아버지가 명명                                                                                 | 마-짱                    | 여역 | 1942년   | 언니 야치구사 츠유코 (23) 동생 히자쿠라 요코 (30)                                                                           |
| 小鈴冴子          | 6월 3일   | 효고현 고베시                |                                    |                                                                                               | 토리짱                   | 여역 | 1941년   | |
| 코스즈 사에코     | 6월 3일   | 효고현 고베시                |                                    |                                                                                               | 토리짱                   | 여역 | 1941년   | |
| 若潮みつる        | 10월 10일 | 도쿄도                       | 아오야마가쿠인 고등여학부          | 키타무라 히사오가 명명                                                                        | 미야코짱                 | 남역 | 1941년   | 남편 미치시로 이데오 |
| 와카시오 미츠루   | 10월 10일 | 도쿄도                       | 아오야마가쿠인 고등여학부          | 키타무라 히사오가 명명                                                                        | 미야코짱                 | 남역 | 1941년   | 남편 미치시로 이데오 |
| 瀧和泉            | 11월 9일  | 교토부                       |                                    |                                                                                               |                          | 남역 | 1940년   | |
| 타키 이즈미       | 11월 9일  | 교토부                       |                                    |                                                                                               |                          | 남역 | 1940년   | |
| 澤鞠子            | 9월 3일   | 오사카부사카이시             |                                    |                                                                                               |                          | 남역 | 1938년   | 언니 오오토노 미야비 (22)                                                                                                   |
| 사와 마리코       | 9월 3일   | 오사카부사카이시             |                                    |                                                                                               |                          | 남역 | 1938년   | 언니 오오토노 미야비 (22)                                                                                                   |
| 汐風みちみ        | 9월 17일  | 도쿄도                       | 세이카고등여학교                   | 시                                                                                            | 히로코상                 | 둘다 | 1962년   | 시오카제 리요코 (汐風享子)로 개명                                                                                           |
| 시오카제 미치미   | 9월 17일  | 도쿄도                       | 세이카고등여학교                   | 시                                                                                            | 히로코상                 | 둘다 | 1962년   | 시오카제 리요코 (汐風享子)로 개명                                                                                           |
| 神杉幾代          | 3월 17일  | 도쿄도                       | 도쿄고등여학교                     | 친구가 명명                                                                                   | 치에코, 고보우           | 여역 | 1939년   | |
| 카미스기 이쿠요   | 3월 17일  | 도쿄도                       | 도쿄고등여학교                     | 친구가 명명                                                                                   | 치에코, 고보우           | 여역 | 1939년   | |
| 豊邦康子          | 2월 2일   | 오사카부 오사카시            |                                    |                                                                                               |                          |      | 1945년   | |
| 토요쿠니 야스코   | 2월 2일   | 오사카부 오사카시            |                                    |                                                                                               |                          |      | 1945년   | |
| 東路子            | 7월 30일  | 카나가와현 요코하마시        |                                    |                                                                                               | 나메코                   |      | 1938년   | |
| 아즈마 미치코     | 7월 30일  | 카나가와현 요코하마시        |                                    |                                                                                               | 나메코                   |      | 1938년   | |
| 聖瑞穂            | 8월 23일  | 효고현 고베시                | 도쿄부립제6고등여학교              | 아버지가 명명                                                                                 | 노비짱                   |      | 1943년   | 미타키 미즈호 (美瀧みづほ)로 개명                                                                                           |
| 히지리 미즈호     | 8월 23일  | 효고현 고베시                | 도쿄부립제6고등여학교              | 아버지가 명명                                                                                 | 노비짱                   |      | 1943년   | 미타키 미즈호 (美瀧みづほ)로 개명                                                                                           |
| 清川はやみ        | 2월 23일  | 교토부 교토시                | 도시샤고등여학교                   | 자기가 고안                                                                                   | 에미짱                   | 남역 | 1981년   | |
| 키요카와 하야미   | 2월 23일  | 교토부 교토시                | 도시샤고등여학교                   | 자기가 고안                                                                                   | 에미짱                   | 남역 | 1981년   | |
| 鈴音麗子          | 3월 13일  | 아이치현 나고야시            |                                    |                                                                                               |                          |      | 1939년   | |
| 스즈네 레이코     | 3월 13일  | 아이치현 나고야시            |                                    |                                                                                               |                          |      | 1939년   | |
| 荒海日出子        | 2월 13일  | 효고현 카와니시시            | 바이카고등여학교                   |                                                                                               | 타마고짱                 |      | 1940년   | |
| 아라우미 히데코   | 2월 13일  | 효고현 카와니시시            | 바이카고등여학교                   |                                                                                               | 타마고짱                 |      | 1940년   | |
| 小町鈴代          | 2월 10일  | 오사카부                     |                                    |                                                                                               |                          |      | 1938년   | |
| 코마치 스즈요     | 2월 10일  | 오사카부                     |                                    |                                                                                               |                          |      | 1938년   | |
| 舞鶴あさひ        | 8월 23일  | 오카야마현                   | 오사카부립오오테마에고등여학교     | 어머니가 명명                                                                                 | 난바                     |      | 1942년   | |
| 마이즈루 아사히   | 8월 23일  | 오카야마현                   | 오사카부립오오테마에고등여학교     | 어머니가 명명                                                                                 | 난바                     |      | 1942년   | |
| 香椎多美子        | 7월 12일  | 도쿄도                       |                                    |                                                                                               |                          |      | 1938년   | |
| 카시이 타미코     | 7월 12일  | 도쿄도                       |                                    |                                                                                               |                          |      | 1938년   | |
| 竹内加詠子        | 11월 29일 | 오사카부                     |                                    |                                                                                               |                          |      | 1940년   | |
| 타케우치 카에코   | 11월 29일 | 오사카부                     |                                    |                                                                                               |                          |      | 1940년   | |
| 朝山ひろか        | 9월 13일  | 도쿄도                       |                                    |                                                                                               |                          |      | 1942년   | |
| 아사야마 히로카   | 9월 13일  | 도쿄도                       |                                    |                                                                                               |                          |      | 1942년   | |
| 大利根波子        | 8월 12일  | 도쿄도                       |                                    |                                                                                               |                          |      | 1939년   | |
| 오오토네 나미코   | 8월 12일  | 도쿄도                       |                                    |                                                                                               |                          |      | 1939년   | |
| 筑紫梅子          | 3월 9일   | 후쿠오카현 키타큐슈시 모지구 |                                    |                                                                                               |                          |      | 1939년   | |
| 츠쿠시 우메코     | 3월 9일   | 후쿠오카현 키타큐슈시 모지구 |                                    |                                                                                               |                          |      | 1939년   | |
| 菊秀美            |           | 도쿄도                       | 타이메이진죠소학교                 |                                                                                               | 하나코                   |      | 1939년   | |
| 키쿠 히데미       |           | 도쿄도                       | 타이메이진죠소학교                 |                                                                                               | 하나코                   |      | 1939년   | |
| 廣野みどり        | 3월 13일  | 도쿄도                       |                                    |                                                                                               | 몬짱                     |      | 1945년   | |
| 히로노 미도리     | 3월 13일  | 도쿄도                       |                                    |                                                                                               | 몬짱                     |      | 1945년   | |
| 月尾靖子          | 11월 9일  | 도쿄도                       |                                    |                                                                                               |                          |      | 1944년   | |
| 츠키오 야스코     | 11월 9일  | 도쿄도                       |                                    |                                                                                               |                          |      | 1944년   | |
| 芳野宮子          | 12월 22일 | 히로시마현                   |                                    |                                                                                               |                          |      | 1938년   | |
| 요시노 미야코     | 12월 22일 | 히로시마현                   |                                    |                                                                                               |                          |      | 1938년   | |